# سوزانا توري
سوزانا توري (بالإنجليزية: Susana Torre)‏ (و. 1944  م) هي مهندسة معمارية، وناقدة عمارة، وأستاذة جامعية، من الولايات المتحدة الأمريكية.
جمعت توري بين التصميم المعماري والحضري مع التدريس والكتابة، كما كانت توري أول امرأة تدعى لتصميم مبنى في كولومبوس وهي «مدينة معروفة عالمياً بمبانيها التي صممها مهندسون بارزون.» ، في عام 1977 نظمت توري وأقامت أول معرض كبير للمهندسات المعماريات الأمريكيات، وحررت كتاب «المرأة في العمارة الأمريكية: منظور تاريخي ومعاصر» (بالإنجليزية: Women in American Architecture: A Historic and Contemporary Perspective)‏، افتتح المعرض في متحف بروكلين في 1977 وسافر عبر الولايات المتحدة وإلى هولندا. كانت توري أيضا مؤسسة مشاركة في Heresies, A Feminist Journal on Art and Politics.